# Batalla de Alexandropolis
La Batalla de Alexandropolis de 1920 fue un conflicto armado entre las tropas de la República Democrática de Armenia y las fuerzas revolucionarias del Movimiento Nacional Turco, al mando del general Kazım Karabekir. Se desarrolló el 7 de noviembre de 1920, en Alexandropolis y se saldó con la victoria de los nacionalistas turcos.

## Antecedentes
La Guerra Turco-Armenia fue un conflicto entre la República Democrática de Armenia y los revolucionarios turcos del movimiento nacional turco, el cual duró desde el 24 de septiembre al 2 de diciembre de 1920 y tomó parte principalmente en la parte del noreste de la actual Turquía y el noroeste de Armenia.

## Etapa de actividad
El 24 de octubre, las fuerzas de Karabekir lanzaron una campaña masiva en Kars. En vez de pelear por la ciudad, los armenios abandonaron Kars, que para el día 30 de octubre ya estaba en total control de los turcos. Aquellos que no pudieron escapar a tiempo enfrentaron circunstancias muy difíciles. Alexandropol fue ocupada por tropas turcas el 7 de noviembre, las que se retiraron después del Tratado de Kars.

## Resultados
El Tratado de Gümrü fue un tratado de paz entre la República Democrática de Armenia y la Gran Asamblea Nacional de Turquía, con el que se dio fin a la Guerra Turco-Armenia, antes de la declaración de la República de Turquía el 2 de diciembre de 1920. Armenia fue forzada a renunciar al Tratado de Sèvres y a ceder más del 50% de su territorio a Turquía. El tratado iba a ser ratificado por el gobierno armenio en menos de un mes. Esto jamás sucedió debido a la ocupación del Ejército Rojo de Ereván el 4 de diciembre y en 1921 fue reemplazado por el Tratado de Kars.